# Бронцы (деревня)
Бро́нцы — деревня в Ферзиковском районе Калужской области России. Является центром сельского поселения «Деревня Бронцы».

## История
В XVIII веке деревня входила в состав Сергиевской волости Калужского уезда.
В 1859 году деревня состояла из 30 дворов, в которых проживало 150 мужчин и 162 женщины, то есть всего проживало 719 человек.
По данным на 1896 год, в деревне Бронцы проживало 146 мужчин и 148 женщин (всего 294 человек). Расстояние от города до деревни составляло 35 версты (около 37,3 км). 
В Списке населённых пунктов Калужской губернии 1914 года деревня числится c проживающими 184 мужчинами и 181 женщиной (всего 365 человек). Расстояние от города до деревни составляет уже 40 версты (около 42,6 км).

## География
Бронцы находятся южнее административного центра Ферзиковского района — села Ферзиково.